# Avogadros lov
Avogadros lov er en eksperimentel gaslov, postuleret af Amedeo Avogadro, som forbinder volumen af en gas til dens stofmængde. En moderne formulering af Avogadros lov er:

"Alle gasser ved lige store volumener, ved samme temperatur og tryk, har det samme antal molekyler. For en given masse af en idealgas, er volumen og mængden (mol) af gassen direkte proportional, hvis temperatur og tryk er konstante."

Dette kan udtrykkes som:
{\displaystyle {\frac {V}{n}}=k}
Hvor:
V er volumen af gassen
n er stofmængden af gassen (målt i mol).
k er en konstant lig med RT / P, hvor R er den universelle gaskonstant, T er temperatur i kelvin og P er trykket. Som temperatur og tryk er konstant, er RT / P også konstant og repræsenteret via k. Dette er afledt af idealgasloven.
Loven beskriver, hvordan gasser under de samme betingelser for temperatur og tryk og lige store volumener, indeholder det samme antal molekyler. Sammenligninges samme stof under to forskellige sæt betingelser, kan loven med fordel udtrykkes som følgende:
{\displaystyle {\frac {V_{1}}{n_{1}}}={\frac {V_{2}}{n_{2}}}}
Ligningen viser, at efterhånden som antallet af moler af gas stiger, øges volumen af gassen også proportionalt. Tilsvarende, hvis antallet af mol i gas reduceres, så aftager volumenet også. Således er antallet af molekyler eller atomer i et bestemt volumen af idealgas uafhængig af deres størrelse eller molvægten af gassen.
Den mest markante konsekvens af Avogadros lov er, at idealgaskonstanten har samme værdi for alle gasser. Det betyder at:
{\displaystyle {\frac {p_{1}\cdot V_{1}}{T_{1}\cdot n_{1}}}={\frac {p_{2}\cdot V_{2}}{T_{2}\cdot n_{2}}}=konstant}
Hvor:
p er trykket af gassen i cellen
T er temperaturen af gassen målt i kelvin
Loven er opkaldt efter Amedeo Avogadro, der i 1811, hypoteserede at to givne prøver af en idealgas, med samme volumen og ved den samme temperatur og tryk, indeholdte det samme antal molekyler. Som et eksempel på dette indeholder to lige store volumener af hydrogen og nitrogen det samme antal molekyler, når de er ved den samme temperatur og tryk, og observere idealgas-adfærd. I praksis viser reelle gasser små afvigelser fra den ideelle adfærd og loven holder kun cirka, men er stadig en nyttig tilnærmelse for videnskabsfolk.

## Idealgasloven
En almindelig reorganisering af denne ligning er lavet ved at lade R være proportionalitetskonstanten og omarrangere om til følgende:
{\displaystyle pV=nRT}
Denne ligning er kendt som idealgasligningen.

## Molar mængde
Anvendes STP og værdierne sættes til 101.325 kPa og 273.15 K, kan vi finde en volumen i mol af en gas:
{\displaystyle V_{\rm {m}}={\frac {V}{n}}={\frac {RT}{p}}={\frac {(8.314\mathrm {J} \mathrm {mol} ^{-1}\mathrm {K} ^{-1})(273.15\mathrm {K} )}{101.325\mathrm {kPa} }}=22.41\mathrm {dm} ^{3}\mathrm {mol} ^{-1}=22.41\mathrm {liters} /\mathrm {mol} }
For 100.00 kPa og 273.15 K, er den molare volume af en idealgas 22.712 dm3mol−1. Bemærk at den universelle gaskonstant R er givet ved produktet af Avogadros konstant og Boltzmanns konstant. (Se evt. gaskonstanten.)